# Johann Adam Klein
Pour les articles homonymes, voir Klein.
Johann Adam Klein (né le 24 novembre 1792, mort le 21 mai 1875) est un peintre et graveur bavarois.

## Biographie
Né à Nuremberg en 1792, Johan Adam Klein étudie à l'école des arts de cette ville, et à partir de 1805 étudie la gravure avec W. Gahler.
Entre 1811 et 1815, il poursuit ses études à Vienne et voyage en Autriche-Hongrie. Il voyage en Italie entre 1819 et 1821, et y peint en particulier des scènes de bataille.
Il meurt à Munich en 1875.

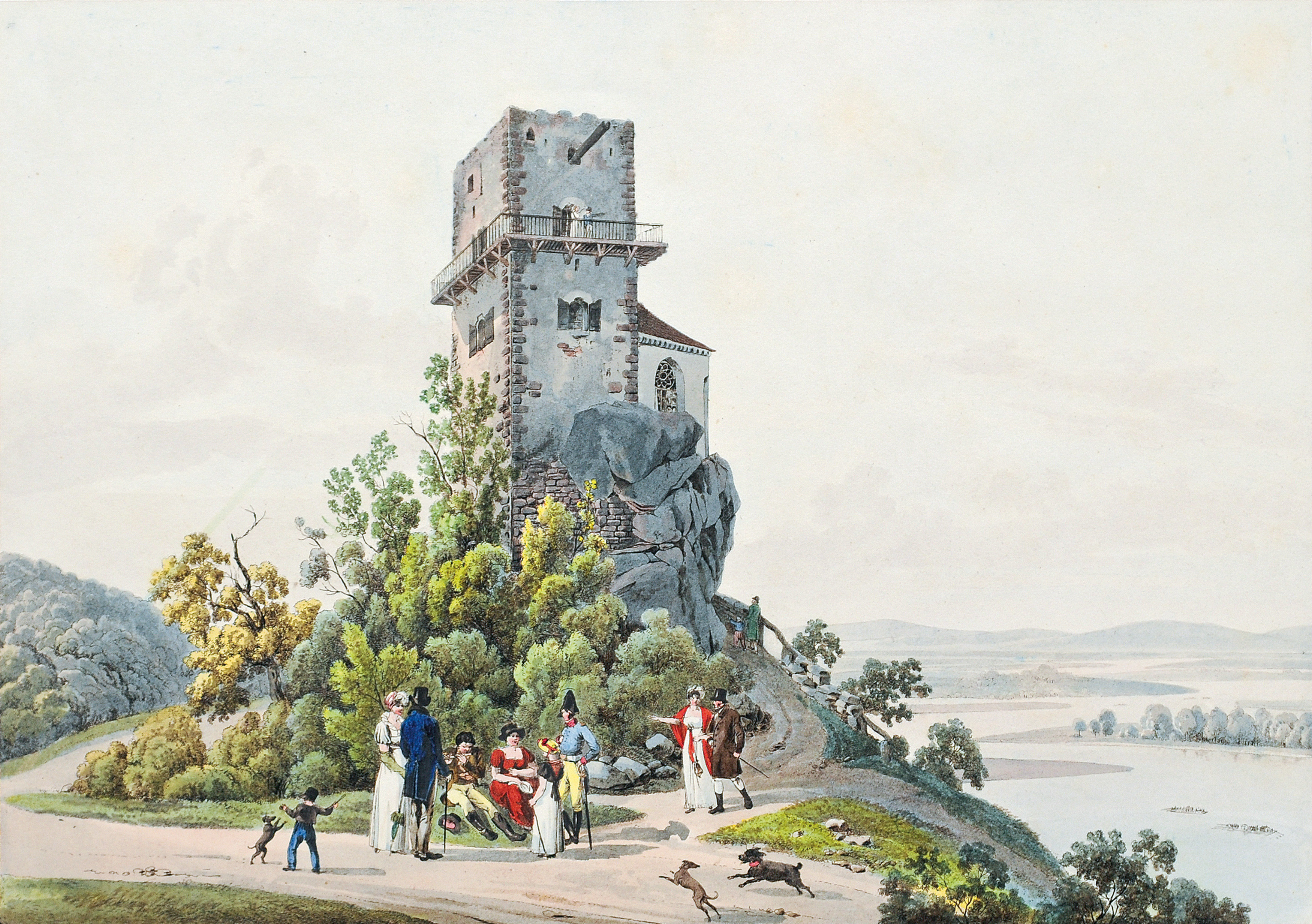
Das Bergschloss Greifenstein an der Donau (1812)
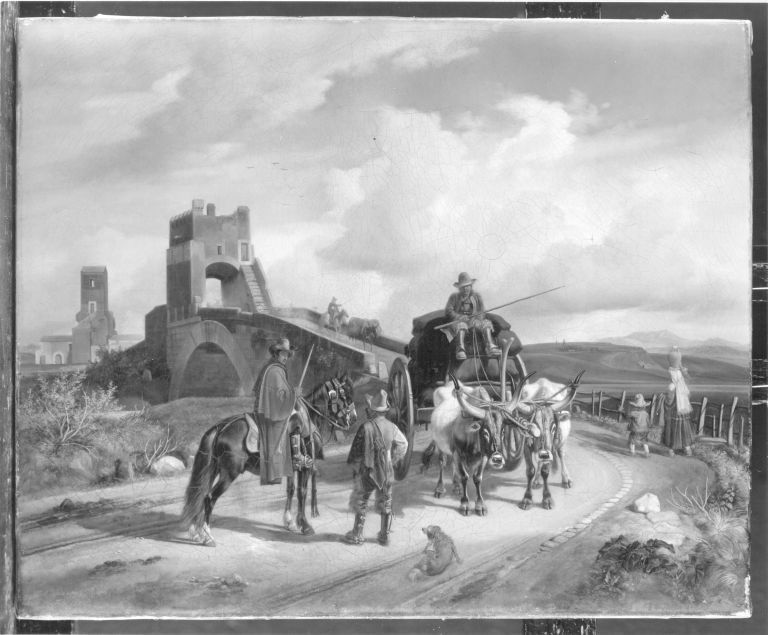
Ponte Salario bei Rom (1821)
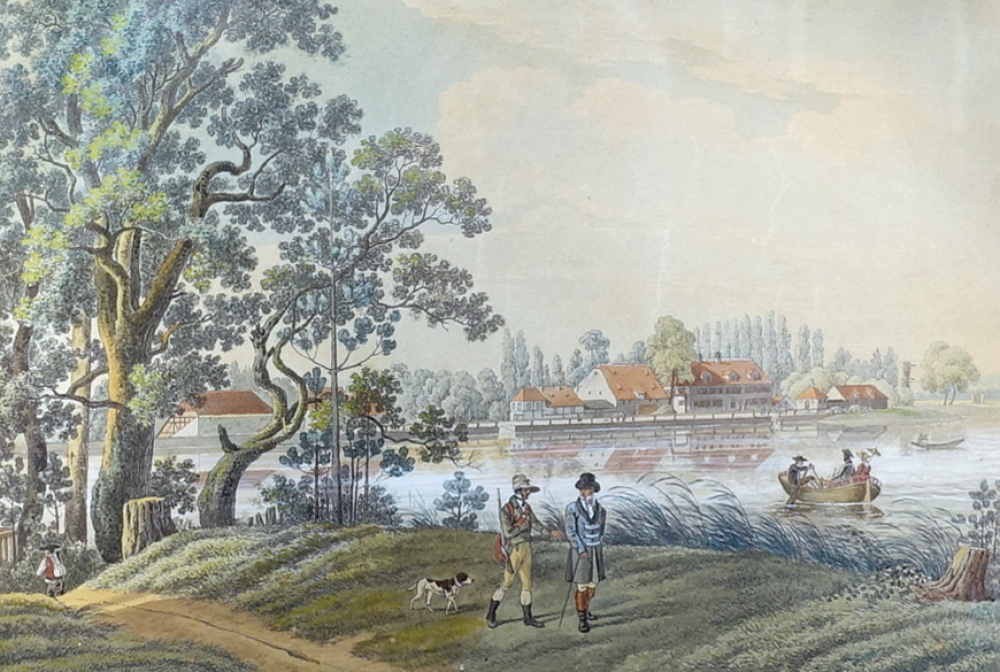
Aquatinta - Dutzendteich (1830?)
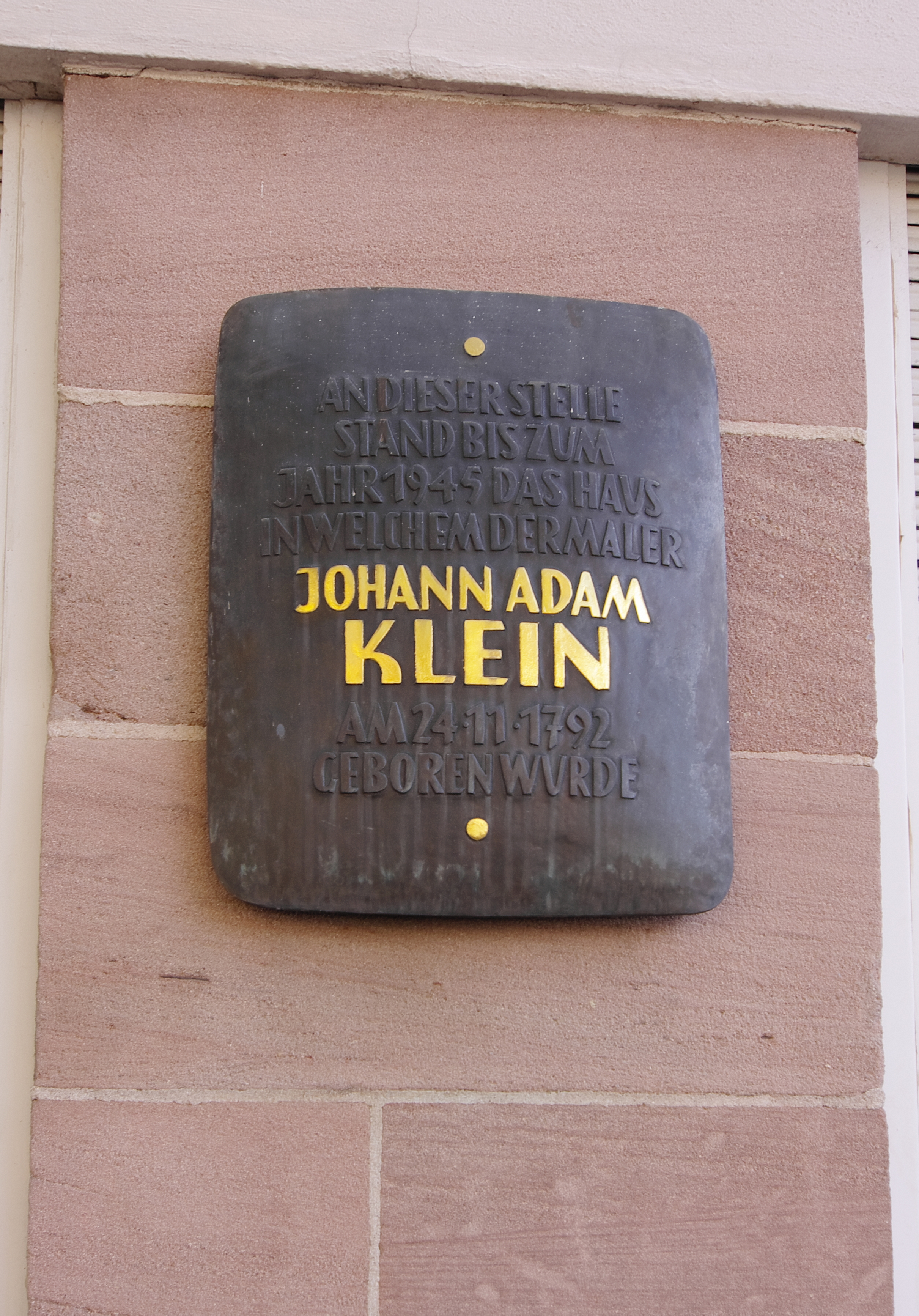
Plaque sur sa maison natale à Nuremberg